# Kriksos
Kriksos (zm. 72 p.n.e.) – gladiator, jeden z przywódców Powstania Spartakusa, obok Spartakusa i Oinomaosa.

## Biografia
Kriksos przed powstaniem był niewolnikiem o nieznanym pochodzeniu. Pojmany przez Rzymian w nieznanych okolicznościach, tak jak jego towarzysze, był ćwiczony na gladiatora w Kapui, w szkole którą według Plutarcha prowadził Lentulus Batiatus.
Po początkowych sukcesach powstania i zwycięstwach nad armią propretora Klaudiusza Glabera, a następnie pretora Publiusza Waryniusza, Kriksos prawdopodobnie wiosną 72 roku p.n.e., z nieznanych bliżej powodów, odłączył się wraz z częścią powstańców składających się głównie z Celtów i Germanów w sile ok. 30 tys., od głównych sił Spartakusa. Zamiarem Spartakusa było dostać się na północ Italii i poprzez Alpy dotrzeć do Galii, Germanii i Tracji skąd pochodziło wielu niewolników pragnących powrotu do rodzinnych stron. Przyczyną rozdzielenia sił powstańców miała być według niektórych prosta chęć pozostania w Italii części powstańców i dalszego jej plądrowania. Inni sugerują, że przyczyny leżały w różnicach socjalnych powstańców, w oddziałach Kriksosa mogło być wielu wolnych chłopów – Italików, którzy chcieli pozostać w Italii i otrzymać ziemię oraz niewolników w kolejnym już pokoleniu niemających dokąd wracać.
W tym samym roku (72 p.n.e.) senat rzymski do stłumienia powstania wysłał dwie armie konsularne w sile dwóch legionów każda, pod dowództwem konsulów Lucjusza Gelliusza Publikoli i Gnejusza Korneliusza Lentulusa. Oddziały Kriksosa zostały pokonane przez armię Lucjusza Gelliusza Publikoli w bitwie pod górą Garganus w Apulii, a sam Kriksos wraz z 2/3 swoich oddziałów poległ podczas bitwy. Spartakus, którego wojska miały znajdować się niedaleko miejsca bitwy, nie zdążył przybyć z pomocą.
Appian z Aleksandrii podaje, że Spartakus postanowił uczcić pamięć Kriksosa, chowając go z pełnym ceremoniałem i kpiąc ze zwyczajów rzymskich, urządził na jego cześć igrzyska, zmuszając 300 rzymskich jeńców do walki na śmierć niczym gladiatorzy.

## Kriksos w kulturze popularnej
- W filmie Spartakus z 1960 roku w rolę Kriksosa wcielił się John Ireland.
- W filmie telewizyjnym Spartakus z 2004 roku w rolę Kriksosa wcielił się Paul Kynman.
- W serialu telewizyjnym Spartakus: Krew i piach oraz w jego prequelu Spartakus: Bogowie areny i sequelu Spartakus: Zemsta w rolę Kriksosa wcielił się Manu Bennett.